# Escut de Castellfollit de la Roca
L'escut oficial de Castellfollit de la Roca és un dels símbols municipals d'aquest municipi i és descrit mitjançant el següent blasonament:
Escut caironat: de gules, una roca de sable movent de la punta somada d'un castell obert d'or. Per timbre una corona de baró.

## Disseny
La composició de l'escut està formada sobre un fons en forma de quadrat recolzat sobre un dels seus vèrtexs, anomenat escut caironat, segons la configuració difosa a Catalunya i d'altres indrets de l'antiga Corona d'Aragó i adoptada per l'administració a les seves especificacions per al disseny oficial dels municipis dels ens locals. És de color vermell (gules), amb el dibuix heràldic d'una roca (roc heràldic) de color negre (sable) sortint de la part inferior de l'escut (movent de la punta) i a sobre, tocant la roca (somada), una representació heràldica d'un castell merletat, amb les seves tres torres –essent la del mig, també anomenada torre mestra, més alta que la resta–, de color groc (or), amb les portes i finestres del color del fons de l'escut (obert).
L'escut està acompanyat a la part superior d'un timbre en forma de corona nobiliària, que és l'adoptada pel Departament de Governació d'Administracions Locals de la Generalitat de Catalunya per timbrar els escuts dels municipis que històricament han estat cap o centre d'un principat, ducat, marquesat, comtat, vescomtat o baronia. En aquest cas, es tracta d'una corona de baró, en ser Castellfollit el cap d'una baronia feudal.

## Història
Va ser aprovat el 23 de novembre de 1987 i publicat al DOGC el 16 de desembre del mateix any amb el número 928.
El castell dalt d'un roc són les armes parlants de la vila, i fan referència també a la situació de la població dalt d'una roca basàltica. Totes aquestes figures ja sortien a l'antic escut, disposades de la mateixa manera. D'altra banda, la corona fa referència a l'antiga baronia feudal de Castellfollit.